# Trighügel
Trighügel är en kulle i Antarktis. Den ligger i Östantarktis. Nya Zeeland gör anspråk på området. Toppen på Trighügel är 843 meter över havet, eller 15 meter över den omgivande terrängen. Bredden vid basen är 0,51 km.
Terrängen runt Trighügel är varierad. Trakten är obefolkad. Det finns inga samhällen i närheten.